# 巴特迪克海姆县
巴特迪克海姆县（德語：Landkreis Bad Dürkheim）是德国莱茵兰-普法尔茨州南部的一个县，首府巴特迪克海姆。

## 地理
巴特迪克海姆县北面与阿尔蔡-沃尔姆斯县，东面与沃尔姆斯市和莱茵-普法尔茨县，南面与诺伊施塔特市和南魏恩施特拉瑟县，西南面与西南普法尔茨县，西面与凯撒斯劳滕县和唐纳山县相邻。